# Чанбарисов, Шайхулла Хабибуллович
Шайхулла Хабибуллович Чанбарисов (9 мая 1916, Буздяк, Уфимская губерния — 4 октября 1996, Уфа) — советский и российский учёный, организатор науки и образования, первый ректор Башкирского государственного университета (ныне Уфимский университет науки и технологий), доктор исторических наук (1975), профессор (1975), заслуженный деятель науки Башкирской АССР (1976). Председатель Совета ректоров вузов Уфы (1973—1981). Был членом Уфимского горкома КПСС, Башкирского обкома КПСС, избирался депутатом Уфимского городского Совета депутатов.

## Биография
Из автобиографии Ш. Х. Чанбарисова: «Родился 9 (22) мая 1916 года в бедной крестьянской семье в деревне Буздяк Буздякской волости Уфимской губернии. Отец мой, имея некоторое образование, в первые годы работал председателем сельского Совета, а затем в волисполкоме. Однако, появившаяся тяга к спиртному помешала ему совершенствоваться на советской работе. Она же нередко нарушала мир и согласие в семье, омрачала наше детство. Основную тяжесть по содержанию и воспитанию детей несла на своих плечах мать — простая женщина, не имевшая никакого образования, но большая труженица…»
После окончания начальной школы в 1929 году Шайхулла поступил учиться в школу колхозной молодёжи (ШКМ) в деревне Ново-Кулево, которую окончил в 1932 году. Двумя годами раньше вступил в комсомол (до этого был пионером), избирался секретарём ячейки ВЛКСМ. После окончания ШКМ был назначен инструктором Буздякского райкома ВЛКСМ, фактически исполнял обязанности секретаря райкома.

### Учеба на рабфаке и институте
В сентябре 1932 года Шайхулла Чанбарисов подал документы в приемную комиссию рабфака Башкирского госпединститута. После окончания курсов он был зачислен в число студентов исторического факультета пединститута, где избирался в состав бюро ячейки или комитета ВЛКСМ, секретарём комсомольской ячейки факультета. Институт окончил с отличием в 1937 году, распределился в уфимскую среднюю школу № 10, но уже в декабре того же года призвали на службу в Красную армию.

### Служба в армии
Срочную службу в Красной Армии он проходил на Дальнем Востоке в 92-й Краснознаменной дивизии. В январе 1939 года в звании младшего лейтенанта Ш. Х. Чанбарисов был демобилизован и возвратился в Уфу. Работал в БГПИ сначала заведующим кабинетом марксизма-ленинизма, а с августа того же года старшим преподавателем одноименной кафедры. В конце ноября 1939 года началась советско-финская война.

### На фронте
В январе 1940 года, в самый разгар «зимней войны» и развернувшейся тотальной мобилизации вооруженных сил Ш. Х. Чанбарисов был вторично призван в РККА. Его направили в военное училище, в Златоуст. Там до декабря 1941 года он преподавал историю ВКП(б). В июне 1940 года политотдел Златоустовского военного училища принял его в члены ВКП(б).
Из автобиографии: «…В декабре 1941 года был назначен комиссаром отдельного стрелкового батальона вновь сформировавшейся 133-й стрелковой бригады. В мае 1942 года бригада прибыла на Северо-западный фронт и вскоре вступила в бой…».
В октябре 1942 года Ш. Х. Чанбарисов — заместитель командира полка по политчасти 384 стрелковой дивизии 276 стрелкового полка, а в декабре 1942 — октябре 1943 года в той же должности в 170 стрелковой дивизии 391 стрелкового полка, сражавшегося на Северо-Западном и Центральном фронтах.
С декабря 1943 по июнь 1944 года был слушателем Высших курсов по усовершенствованию политсостава Красной Армии. После их окончания Ш. Х. Чанбарисов, отказавшись от открывшейся для него военной карьеры, предпочёл вернуться на фронт в действующую армию. Он становится заместителем командира полка, действовавшего на 3-м Белорусском фронте. После победы над Германией полк перебросили на Дальний Восток. Вплоть до окончания войны с милитаристской Японией он входил в состав 1-й Дальневосточной армии. Вместе с 63-й стрелковой дивизией находился в Маньчжурии в городе Гирине до ноября 1945 года. В августе 1946 года по состоянию здоровья подполковник Ш. Х. Чанбарисов ушёл в отставку.

### Путь от ассистента до ректора
В 1946 году Шайхулла Хабибуллович — на преподавательской работе в Башкирском пединституте. Проработав на кафедре марксизма-ленинизма два года, в сентябре 1948 года по направлению обкома партии поступил в Академию Общественных наук при ЦК ВКП(б), которую окончил в 1951 году с защитой кандидатской диссертации. Научным руководителем его диссертации «Борьба партии большевиков за укрепление Советов в период коллективизации сельского хозяйства (1929—1932)» был профессор Б. Н. Пономарёв, впоследствии академик АН СССР (с 1962 года), крупный деятель коммунистической партии, в 1961—1986 годах секретарь ЦК КПСС.
Летом 1951 года Ш. Х. Чанбарисов был направлен в распоряжение Башкирского обкома ВКП(б) для использования на вузовской работе. Один год он проработал в БГПИ заведующим кафедрой марксизма-ленинизма, а в октябре 1952 года был назначен заведующим отделом школ Башкирского крайкома партии. Однако уже летом следующего года после упразднения системы крайкомов вернулся в Башкирский пединститут и в декабре 1953 года был назначен его директором.
Через три с половиной года Ш. Х. Чанбарисов становится первым ректором Башкирского государственного университета (ныне Уфимский университет науки и технологий), созданного на базе БГПИ и ставшего 37-м по счету университетом страны.
Ш. Х. Чанбарисов проработал ректором Башкирского государственного университета (ныне Уфимский университет науки и технологий) более четверти века. С 1973 года до ухода на пенсию он являлся председателем Совета ректоров вузов Уфы, избирался кандидатом в члены и членом Обкома КПСС, членом Горкома партии и депутатом городского совета..

### Итоги ректорства
За 28 лет его работы директором института и ректором университета было построено три новых учебно-лабораторных корпуса, спортивный комплекс, переход между главным и физико-математическим корпусом с современными лекционными залами, коренным образом реконструирован с надстройкой этажа корпус биологического факультета. За это же время было построено пять студенческих общежитий, несколько многоквартирных домов, а также оздоровительный лагерь со стационарной столовой.
Много сил и внимания уделялось им подготовке научно-педагогических кадров. Особое значение придавал он воспитанию научных сил, используя для этого целевые аспирантуры Московского, Ленинградского и других ведущих университетов, а также собственную аспирантуру. В итоге он добился, что почти две трети преподавателей БашГУ (ныне Уфимский университет науки и технологий) составляли доктора и кандидаты наук, это было значительно выше средних показателей по вузам России.

## Награды и звания
«Заслуженный деятель науки Башкирской АССР»
Ордена Октябрьской революции (1971), Красного Знамени (1942, 1943), «Знак Почёта» (1961, 1967), Александра Невского (1945), Отечественной войны I и II степеней (1945, 1985), медали.